# Teva Pharmaceutical
Pour les articles homonymes, voir Teva.
Teva Pharmaceutical Industries (en hébreu : טבע תעשיות פרמצבטיות בע"מ), appelée plus communément TEVA Santé (en France) ou TEVA Laboratories, est une entreprise pharmaceutique israélienne domiciliée à Petah Tikva, spécialisée dans les médicaments génériques et dans les composants actifs. C’est l’une des 25 plus grandes entreprises pharmaceutiques au monde, avec 5,25 milliards de dollars de chiffre d’affaires en 2005 et 11,1 milliards de dollars en 2008, et le plus important producteur de médicaments génériques. Le groupe emploie 46 000 personnes dans le monde et commercialise ses produits sous les marques TEVA, Ratiopharm, Cephalon, Taiyo, Barr, Pliva et Ivax.

## Histoire
La société, initialement créée sous le nom de Salomon, Levin, and Elstein Ltd. pour la grosse distribution de médicaments à Jérusalem en 1901, a commencé à développer ses propres produits dans les années 1930 puis après la création de l’État d’Israël en 1948.
En 1976, la fusion des trois sociétés, Assia Chemicals Labs, Zori et Teva, créent Teva Pharmaceuticals. Teva se traduit par « Nature », en hébreu (טֶבַע).

### Années 2000
En 1999, Teva acquiert Copley Pharmaceutical pour 220 millions de dollars, entreprise présent notamment dans les génériques. En 2000, Teva acquiert Novopharm, une entreprise canadienne présente dans les génériques. En 2004, Teva acquiert Sicor, spécialisée dans les médicaments génériques injectables, pour 3,4 milliards de dollars.
En 2006, Teva acquiert pour 7,4 milliards de dollars, Ivax Corporation, une entreprise américaine spécialisée dans les génériques et les traitements respiratoires. Après l’acquisition en janvier 2006 d’un concurrent américain Ivax Corporation, le groupe compte environ 28 000 employés dans 50 pays et revendique 90 % de ses ventes en Amérique du Nord (6,2 milliards de dollars de CA) et en Europe (2,8 milliards de dollars).
En 2008, Teva acquiert pour 7,5 milliards de dollars, Barr Pharmaceuticals, une entreprise américaine spécialisée dans les génériques et présentes aux États-Unis et en Europe.
Les ventes, en hausse rapide, ont augmenté de 18 % en 2008 et les revenus nets atteignent désormais 2,1 milliards de dollars en 2008 (+11 %). Ses productions sont en Israël, en Amérique du Nord, en Europe et en Amérique latine.
La capitalisation boursière de Teva représente environ 39 milliards de dollars (avril 2009), soit environ 40 % de la capitalisation boursière cumulée des 25 premières valeurs du TA-25 (les 25 premières valeurs de la bourse de Tel-Aviv).

### Années 2010
En mars 2010, Teva a remporté la bataille pour le rachat du fabricant allemand de médicaments génériques Ratiopharm avec une offre de 3,7 milliards d'euros, dette comprise. Le groupe israélien, qui était en lice avec l'américain Pfizer et l'irlandais Actavis, a précisé que le nouveau groupe affichera un chiffre d’affaires combiné de 16,2 milliards de dollars (11,8 milliards d'euros) sur la base des chiffres 2009, contre 13,9 milliards sans le laboratoire allemand. Cette acquisition propulse Teva comme leader des génériques en Europe.
En mai 2011, Teva lance une OPA de 6,8 milliard de dollars, sur le laboratoire américain Cephalon. En juillet 2011, Teva rachète le numéro 3 des génériques japonais, Taiyo Pharmaceutical Industry pour 934 millions de dollars.
En mars 2015, Teva acquiert pour 3,5 milliards de dollars l'entreprise américaine Auspex Pharma, fabricant d'un médicament, en essai, visant la maladie de Huntington, la dyskinésie tardive et la maladie de Gilles de La Tourette.
En avril 2015, Teva lance une offre d'acquisition non-sollicitée de 40 milliards de dollars sur Mylan, juste après une offre d'acquisition que ce dernier a lancé sur Perrigo. En juillet 2015, cette offre d'acquisition tombe à l'eau à la suite de l'opposition d'un important actionnaire de Mylan. Toujours en juillet 2015, Teva lance une offre d'acquisition amicale sur les activités de génériques d'Allergan pour 40,5 milliards de dollars. En octobre 2015, Teva acquiert Rimsa, une entreprise pharmaceutique mexicaine, pour 2,3 milliards de dollars.
En octobre 2016, Teva annonce la vente de ses activités génériques au Royaume-Uni et en Irlande d'Allergan à Intas Pharmaceuticals pour environ 600 millions de livres soit l'équivalent de 770 millions de dollars.
En mai 2017, l'État de l'Ohio (États-Unis) porte plainte contre Teva et d'autres groupes pharmaceutiques pour dissimulation des risques d'addiction liés à la prise d'antidouleurs à base d'opiacés, au cœur d'une grave crise de santé publique. Selon la plainte, « ces producteurs de médicaments ont fait croire (…) que les opiacés n'étaient pas addictifs, que l'addiction était facile à surmonter où qu'elle pouvait être traitée en prenant encore plus d'opiacés. »
En septembre 2017, Teva annonce la vente de sa marque Paragard, présente dans la gynécologie, à Cooper Cos pour 1,1 milliard de dollars. Le même mois, Teva annonce la vente de ses autres activités gynécologiques pour 1,38 milliard de dollars au travers de deux ventes ; une de 703 millions de dollars vendu à CVC Capital Partners et une autre de 675 millions de dollars vendu à Foundation Consumer Healthcare. En novembre 2017, Teva annonce la suppression de près de 7 000 postes, avec la fermeture de près de 15 usines, en raison de résultats difficiles.
Elle annonce en janvier 2018 la suppression de 14 000 emplois à travers le monde.
De 2018 à 2022, les ventes de TEVA sont en baisse constante et en mai 2023 la dette de l'entreprise s'élève à 18,4 milliards de dollars. Le PDG de l'entreprise Richard Francis lance un plan de redressement fondé sur l'innovation en neuro-sciences et en immunologie, ainsi qu'une rationalisation de sa production comme de ses implantations.

## Controverses et affaires judiciaires
En 2016, TEVA, pour mettre fin aux poursuites portant sur des affaires de corruption au Mexique, en Russie et Ukraine accepte de payer auprès du Département américain de la Justice (DoJ) un amende de 519 millions de dollars.
En 2018, c'est Israël qui lui inflige pour les mêmes faits avec une amende de 22 millions de dollars.
Le 31 octobre 2024, la Commission européenne a infligé une amende de 462,6 millions d'euros à l'encontre de TEVA, lui reprochant un « abus de position dominante » concernant son médicament contre le traitement de la sclérose en plaques, le Copaxone.
Teva, qui possède une usine de production dans une colonie israélienne en Cisjordanie, fait l'objet d'une campagne de boycott « Teva, j'en veux pas »,.

## Chiffres clés

### Europe
- 27 pays de l'Union européenne, Norvège et Suisse
- Chiffre d'affaires 2010 : 5,7 milliards de dollars
- 14 000 salariés
- Siège : Pays-Bas

### Monde
- Chiffre d'affaires 2015 : 26 milliards $ (dont 70 % pour les médicaments génériques)
- Plus de 1 300 molécules
- 46 000 salariés dans 60 pays

## En France
TEVA Laboratoires est la filiale française de Teva Pharmaceutical Industries,. Son président est Jean-Louis Anspach.

### Chiffres clés
- 1 000 salariés
- Marques : Teva, Ratiopharm, Théramex, Cephalon
- Médicaments de marque : Copaxone, Azilect, Qvar, Airomir, Myocet, Spasfon, Vogalène, Actiq, Effentora, Zoély.
- Chiffre d'affaires 2011 : 633 millions d’euros

### Médicaments génériques
Sous ses deux marques, Teva et Ratiopharm, les médicaments génériques de Teva Laboratoires couvrent 94,8 % du répertoire des génériques.
L’organisation en France se répartit entre le siège (affaires réglementaires, assurance qualité, pharmacovigilance, fonctions administratives, relations avec les autorités de santé, hôpitaux, cliniques, distributeurs et pharmaciens), ses deux unités de production (tests, contrôles, conditionnement et expédition des produits) et ses délégués pharmaceutiques, attachés scientifiques et délégués à l’information médicale dans les régions.

### Médicaments de marque sous brevet
Teva Laboratoires fabrique et vend des traitements issus de sa recherche, médicaments de marque sous brevets, destinés à lutter contre la maladie de Parkinson, l'asthme, les maladies du système respiratoire… Avec l’acquisition en 2011 des laboratoires Théramex et Cephalon, Teva a élargi son activité avec des spécialités innovantes[réf. nécessaire] dans la douleur, le cancer, l’hépato-gastro-entérologie et la santé de la femme (contraception, ostéoporose et ménopause).

### Médicaments de biotechnologie
Teva fabrique des médicaments de biotechnologies, également appelés biomédicaments et dispose notamment de deux sites de production en Europe. Actuellement[Quand ?], en France, Teva vend deux facteurs de croissance stimulant la production de cellules sanguines chez les malades atteints de cancers compliqués d’anémie ou de neutropénie liée aux chimiothérapies.